# Socioeconomia
A Socioeconomia é a ciência social que estuda como a atividade econômica afeta e é moldada por processos sociais. Em geral, analisa como as sociedades progridem, estagnam ou regridem por causa de sua economia local ou regional, ou da economia global. As sociedades são divididas em 3 grupos: social, cultural e econômico.

## Visão geral
O termo "Socioeconomia" é às vezes usado como um termo genérico para várias áreas de investigação. O termo pode referir-se amplamente quanto ao "uso da economia no estudo da sociedade". De forma mais restrita, a prática contemporânea considera interações comportamentais de indivíduos e grupos, através do capital social e mercados sociais (não excluindo, por exemplo, a classificação por casamento) e a formação de normas sociais. Neste último, estuda a relação da economia com os valores sociais.
Um uso suplementar do termo descreve socioeconomia como uma disciplina que estuda a relação recíproca entre ciência econômica, por um lado, e a filosofia social, a ética e a dignidade humana do outro, para a reconstrução social e de melhoria do todo, ou também enfatizando métodos multidisciplinares de campos de estudo, como a sociologia, história e ciência política. Ao criticar a economia ortodoxa pelas supostas falhas filosóficas de suas premissas (por exemplo, a busca do auto-interesse) e a negligência das disfuncionalidades presentes nas diversas relações econômicas, tais defensores tendem a classificar a socioeconomia como heterodoxa.